# Jehan Titelouze
Jehan Titelouze (Sint-Omaars, rond 1563 – Rouen, 25 oktober 1633) was organist-titularis van de Kathedraal van Rouen.
Titelouze was een groot orgelkundige en daarnaast goed op de hoogte van de orgelkunst van Spanje en Engeland. In zijn opdracht werden talrijke nieuwe orgels gebouwd, onder andere in de Notre-Dame te Parijs. Zijn werk sluit aan op de 16e-eeuwse meerstemmigheid. Omdat hij een van de eersten was die in Frankrijk muziek schreef speciaal voor het orgel alleen, niet meer als ondersteunend instrument , wordt hij beschouwd als degene die de Franse orgelschool begon.